# Fulton Ferry
Fulton Ferry est un quartier situé dans l'arrondissement new-yorkais de Brooklyn.